# Klášter pavlánů (Praha)
Klášter pavlánů u kostela sv. Salvátora na Starém Městě pražském je zaniklý klášter, který se rozkládal od Staroměstského náměstí při Dušní ulici ke kostelu sv. Salvátora. Klášter byl zbourán během asanace na přelomu 19. a 20. století, stát zůstal pouze kostel a jihovýchodní dům, tj. dnešní dům čp. 930 na Staroměstském náměstí (č. 7). Tento dům je chráněn jako kulturní památka České republiky.

## Historie

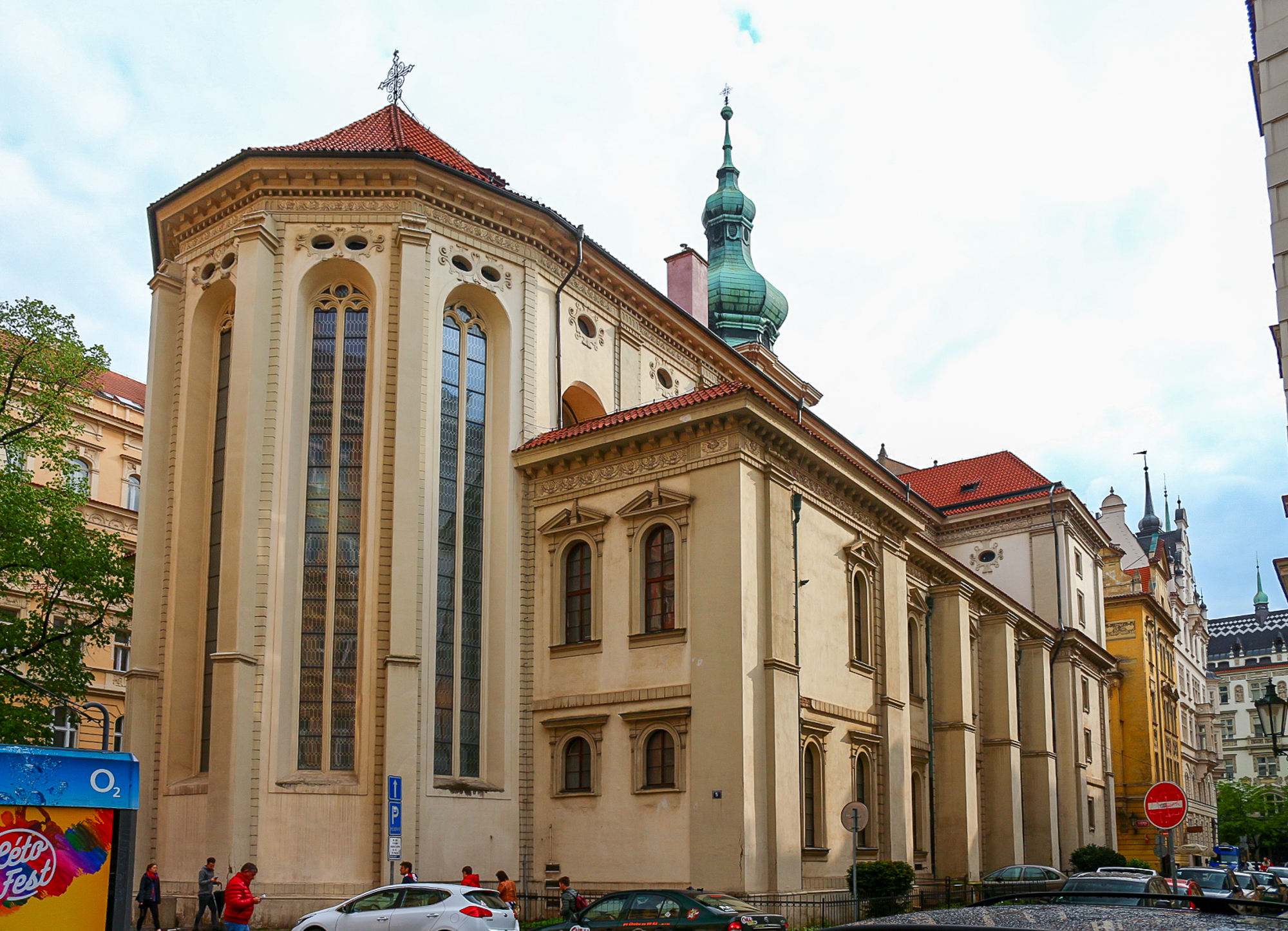
Kdysi klášterní kostel sv. Salvátora

Na místě budoucího kláštera stály asi tři domy, dva z nich při náměstí. Šlo o románské objekty postavené na původní úrovni terénu Starého Města. Při Dušní ulici stával třetí dům, který ale zanikl (poslední zmínka o něm je z roku 1433), sloučil se se sousedním domem. Mezi domy byl velký dvůr. Ten koupil v roce 1405 Jošt Moravský, po jeho smrti v roce 1411 ho zdědil Václav IV., který ho věnoval své manželce Žofii Bavorské. Žofie dům odkázala svému kuchmistru Protivovi ze Vchynic, ten jej v roce 1438 prodal Hanušovi z Kolovrat. V roce 1448 dům získal Jiří z Poděbrad a po něm jeho synové, Minsterberkové. V 16. století dům vlastnili Vartenberkové či Pernštejnové. Před rokem 1601 byl dům výrazně pozdně renesančně přestavěn, v té době jej vlastnili Berkové z Dubé.
V roce 1610 ho koupil Jáchym Ondřej Šlik a věnoval jej německým evangelíkům pro stavbu kostela a školy, stavitelem byl Johann Bartholomeus zu Christoffen. Škola byla po porážce na Bílé hoře zabavena a předána do užívání pavlánům (darovací listina je datována k roku 1626), kteří pokračovali ve stavebních pracích a v roce 1684 dokoupili ještě jeden dům na náměstí. Poté byl konvent stavebně sjednocen a vznikla dnešní fasáda, další drobné zásahy ale pokračovaly v následujících sto letech až do roku 1784, kdy byl klášter zrušen a v roce 1796 budovy i kostel přešly k mincovnímu úřadu. V roce 1863 koupili kostel čeští evangelíci, dnes ho využívá farní sbor Českobratrské církve evangelické v Praze 1 – Staré Město, konvent koupila obec Praha v roce 1897.
V rámci asanace Starého Města byly v letech 1902–1903 zbourány klášterní budovy ve dvoře, poslední zbylý dům při náměstí koupila v roce 1934 Pražská městská pojišťovna, která dům v letech 1939–1940 adaptovala a v patrech spojila se sousedními domy, které jí také patřily.

## Popis
Na atice domu jsou sochy svatého Salvátora, sv. Františka z Pauly, archanděla Rafaela, anděla Strážce, sv. Kašpara de Bono a bl. Grazia z Valencie od Václava Matěje Jäckla.